# Baywatch
Baywatch, nota come Baywatch Hawaii nelle ultime due stagioni, è stata una serie televisiva statunitense molto popolare, trasmessa negli Stati Uniti dal 1989 al 2001. La serie si è conclusa nel 2003 col film per la televisione Baywatch - Matrimonio alle Hawaii con 15 dei 44 membri del cast completo. Nel 2017 è uscito al cinema l'omonimo film basato sulla serie televisiva.

## Trama

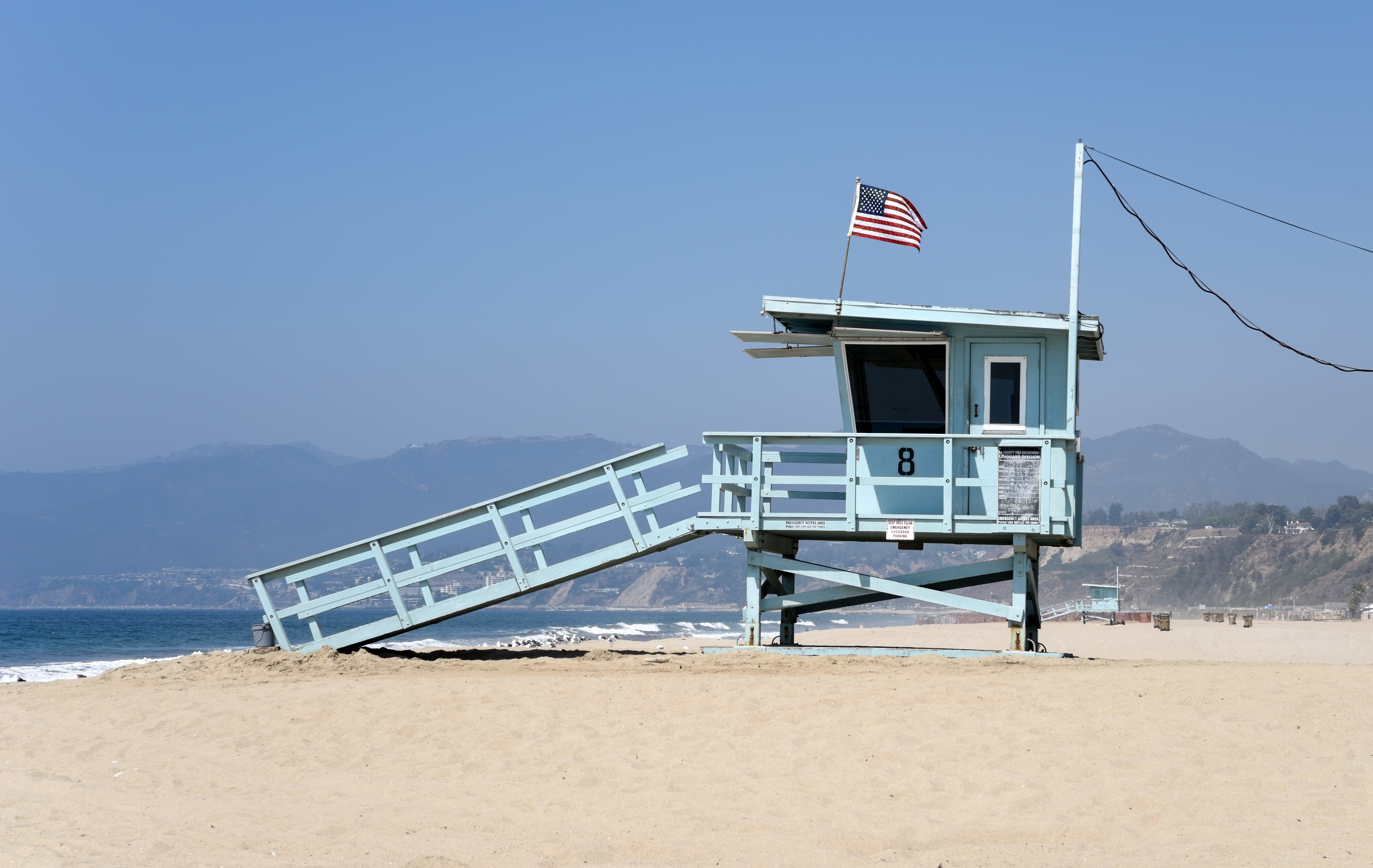
La caratteristica torretta guarda spiaggia presente nella serie tv.

La serie è ispirata al lavoro dei Los Angeles County Lifeguards. Gli episodi caratterizzano storie di salvataggio, molti argomenti sociali, problemi riguardanti il mondo della gioventù e degli adulti. In particolare raccontano la vita di alcuni guardaspiaggia di Baywatch nella contea di Los Angeles e successivamente della California, dove viene creato un centro di addestramento "Baywatch Los Angeles Lifeguard Training Center" sede della squadra di salvataggio "Baywatch Los Anges" costituita da alcuni degli elementi migliori di tutto il mondo che collaborano anche con i guardaspiaggia locali.

## Produzione
Creata dal vero guardaspiaggia Greg Bonann, Baywatch è stata trasmessa per la prima volta nel 1989 negli Stati Uniti dalla NBC, ma è stata cancellata dalla rete dopo una sola stagione a causa dei costi elevati e perché i dirigenti della NBC non credevano nel successo della serie (venendo sostituito nell'autunno successivo dalla serie poliziesca-giudiziaria creata dall'amico di Bonann Dick Wolf, Law & Order - I due volti della giustizia in cui David Hasselhoff rifiutò il ruolo del detective Mike Logan, il cui ruolo fu affidato a Chris Noth). Greg Bonann voleva continuare a produrre lo show e così invitò Hasselhoff, star dello show, a unirsi a lui, e insieme formarono la propria società di produzione TV per rilanciare la serie.
Inizialmente David Hasselhoff non voleva Pamela Anderson nel cast della serie, solo in seguito cambiò idea e confermò l'attrice di CJ.
Veri guardaspiaggia hanno detto che Baywatch ha aiutato la gente a capire l'importanza della loro professione. Alcune persone hanno anche salvato delle vite imitando tecniche life-saving ritratte realisticamente nello spettacolo. Baywatch è stato girato nel primo anno in una zona a nord di Malibu; in seguito a Will Rogers State Beach (Santa Monica), usando una vera centrale operativa dei guardaspiaggia.
Baywatch nel corso delle stagioni divenne talmente popolare da apparire nel Guinness dei primati come telefilm più visto al mondo con un'audience settimanale stimato di più 1,1 miliardi in 142 paesi. Tradotta in 44 lingue, è stata trasmessa in ogni continente ed almeno l'80% della popolazione mondiale ha seguito la serie qualche volta. Numerosi attori famosi o che in seguito lo sono diventati, si sono alternati nella serie.
A partire dalla decima stagione, i produttori decisero di cambiare ambientazione. Le Hawaii non erano mai state considerate come prima scelta per la nuova location a causa dei costi più elevati rispetto ad altre. La serie era orientata verso l'Australia nella spiaggia di Avalon dove erano stati girati due episodi della 9ª stagione Baywatch Down Under. Il governo australiano offriva numerosi incentivi e sperava nel trasferimento della serie a Gold Coast per almeno 22 episodi. Invece i produttori di Baywatch speravano nel poter filmare la serie ad Avalon dopo i due episodi girati l'anno prima. Baywatch aveva il supporto dell'Avalon Beach Surf Life Saving Club, che negli episodi girati aveva ottenuto miglioramenti strutturali sostanziali, ma non tutti erano felici del trasferimento della serie ad Avalon. Lo Stato australiano del Queensland così offrì ulteriori incentivi per far trasferire Baywatch a Currumbin Beach.
Successivamente il governatore delle Hawaii Ben Cayetano approvò un pacchetto di incentivi destinato a persuadere la squadra di Baywatch a filmare alle Hawaii. Una condizione era che il nome delle isole comparisse nel titolo. Una volta che furono fatte le concessioni economiche da parte dello Stato delle Hawaii e i sindacati locali furono anch'essi coinvolti, fu mantenuta la produzione negli Stati Uniti e fu rinominato Baywatch Hawaii.
Il Capitano dei guardaspiaggia di Honolulu, affermò che il fatto di avere lo show nelle Hawaii sarebbe stato grandioso per tutti, ottimo per il turismo, per i residenti e i visitatori. Aggiunse inoltre che con Baywatch Hawaii la loro immagine sarebbe cambiata notevolmente perché avrebbe aiutato a capire l'importanza del loro lavoro, così come accadde per i guardaspiaggia della contea di Los Angeles. Molte attrezzature arrivarono ai guardaspiaggia hawaiiani proprio per la venuta di Baywatch Hawaii. La Kawasaki fornì a Baywatch Hawaii le moto d'acqua, mentre la Nissan, i nuovi pickup e insieme a "Hawaii Water" furono alcuni degli sponsor ufficiali.
L'intero cast artistico e tecnico e dello show televisivo ha alloggiato presso l'hotel resort "Hilton Hawaiian Village" mostrato in molti episodi. Prese così il via la "Baywatch Hawaii mania" dato che diverse imprese locali contribuirono ad investire milioni di dollari in beni e servizi nel corso delle stagioni per contribuire a pagare le riprese, i costi e aumentare la visibilità dei loro marchi. La "Sony Hawaii" prestò le ultime attrezzature di editing digitale; "Hawaiian Airlines Inc." fornì tutti i trans-Pacifico e i trasporti Interisland; "Hilton Hawaiian Village" diede ospitalità; la "Dollar Rent A Car" i furgoni e le automobili; la "Matson Navigation Co." i beni di spedizione. Gli sponsor diventarono perciò partner di produzione di Baywatch. Tutti gli sponsor ufficiali furono accreditati nello show e furono inoltre descritti come prodotti e visibili con riprese di rilievo negli episodi.
Il 4 maggio 2000 Baywatch celebrò il decimo anniversario in un party tenuto a Santa Monica con 20 dei 44 membri del cast, alcune guest star e il cast tecnico. Il Party ha reso anche possibile introdurre due nuove attrici per l'undicesima stagione: Brande Roderick "Leigh Dyer" e Alicia Rickter "Carrie Sharp" che partecipò nello show come guest.
Nel corso del telefilm vennero sperimentate oltre alle tecniche di soccorso, le attrezzature di soccorso come il Rescue Can Buoy con pocket mask incorporata, la monopinna, le radio impermeabili e mezzi adattati poi al salvataggio come il catamarano Sea Cat, Hovercraft, il motoscafo Windjet, il Sonic Jet Rescue e il motoscafo Luhrs 36 Open e il motoscafo Scarab. Gli L.A. County Lifeguard hanno convenuto che Baywatch è stata sempre precisa nella raffigurazione dei salvataggi e delle procedure di emergenza e, grazie allo show, hanno ottenuto fondi che includevano decine di veicoli, pneumatici, uniformi e altre attrezzature.

## Documentario e spin-off
Il 13 settembre 1992 è stato trasmesso il documentario Baywatch Summerfest Special, mentre, nel 1995, fu creato lo spin-off Baywatch Nights, di tipo thriller-fantascientifico. Oltre a David Hasselhoff, nel cast di Baywatch Nights hanno fatto parte Gregory Alan Williams sempre nel ruolo di Garner Ellerbee e Donna D'Errico nel ruolo di Donna Marco, che entra nella squadra dei guardaspiaggia a partire dalla seconda stagione e contemporaneamente diventa parte del cast fisso nella settima stagione della serie madre. Alcuni attori della serie originale hanno partecipato a Baywatch Nights: Billy Warlock, Michael Newman, Yasmine Bleeth, Carmen Electra che vi partecipò in un ruolo differente e Alexandra Paul. Successivamente, Carmen Electra venne reclutata per Baywatch, dove è stata ospitata una delle star di Baywatch Nights, Angie Harmon.

## Distribuzione
Negli Usa la prima stagione è stata trasmessa su NBC, mentre le restanti sono apparse in syndication. In Italia la serie è stata trasmessa da Italia 1 negli anni novanta e duemila ad eccezione dell'undicesima stagione, mai trasmessa. L'edizione italiana è curata da Sandro Fedele per Mediaset, e il doppiaggio è stato eseguito dalla SEDIF (fino alla stagione 7 con la collaborazione della CVD).

## Sigla
La sigla di Baywatch è cambiata 7 volte dal punto di vista musicale ed è stata sempre soggetta a nuove scritte, immagini e effetti speciali.
1. Nell'episodio pilota (Panico a Malibu) la sigla è Save me di Peter Cetera.
2. Dalla prima stagione, la sigla Save Me di Peter Cetera, viene ridotta.
3. Dalla seconda all'ottava stagione la sigla è I'm Always Here di Jimi Jamison, celebre cantante dei Survivor e autore di Burning Heart e Eye of the Tiger della saga cinematografica di Rocky.
4. Nella nona stagione I'm Always Here viene ridotta e modificata varie volte; è stata anche ricantata diversamente nell'episodio 10 (Amici per sempre) della stessa stagione.
5. Nella decima stagione con Baywatch Hawaii viene impiegata una sigla strumentale che ricorda I'm Always Here delle stagioni 2–8.
6. Nell'undicesima stagione, con l'uscita di David Hasselhoff, la sigla è stata cambiata con una nuova canzone del gruppo hawaiiano FIJI: Let Me Be the One.
7. In Baywatch - Matrimonio alle Hawaii viene ripresa la famosa I'm Always Here modificata leggermente all'inizio.

Nelle edizioni DVD, a causa di alcune problematiche, la sigla Save me è stata sostituita nell'episodio pilota (Panico a Malibu) dal brano Strong Enough di Evan Olson e nel primo episodio della prima stagione (Giochi pericolosi) sempre dal brano Strong Enough, riadattato per la durata della sigla ridotta. Per gli episodi successivi, sempre della prima stagione, viene mantenuta la sigla Save me fino all'ultimo episodio della prima stagione. Dopodiché dalla seconda stagione in poi la sigla è I'm Always Here, ad eccezione della decima stagione dove viene impiegata una sigla strumentale che ricorda I'm Always Here.
In alcuni paesi, l'edizione DVD è invece uscita con un altro brano: Above the Waterline by Kim Carnes.

## Cast
- Mitch Buchannon (stagioni 1-10), interpretato da David Hasselhoff.
- Craig Pomeroy (stagione 1, ricorrente stagioni 8-9) interpretato da Parker Stevenson.
- Jill Riley (stagione 1), interpretata da Shawn Weatherly.
- Eddie Kramer (stagioni 1-2, guest stagione 3), interpretato da Billy Warlock.
- Shauni McClain (stagioni 1-2, guest stagione 3), interpretata da Erika Eleniak.
- Trevor Cole (stagione 1), interpretato da Peter Phelps.
- Hobie Buchannon (stagioni 1-8, ricorrente stagione 9, guest stagione 10), interpretato da Brandon Call (st. 1) e da Jeremy Jackson (st. 2-10).
- Gina Pomeroy (stagione 1), interpretata da Holly Gagnier.
- Don Thorpe (stagioni 1-2), interpretato da Monte Markham.
- John D. Cort (stagione 1, guest stagioni 2, 4-5), interpretato da John Allen Nelson.
- Garner Ellerbee (stagioni 1, 3-5, ricorrente stagione 2, guest stagione 8), interpretato da Gregory Alan Williams
- Harvey Miller (stagione 2) interpretato da Tom McTigue.
- Ben Edwards (stagione 2, guest stagioni 3-4), interpretato da Richard Jaeckel.
- Summer Quinn (stagioni 3-4), interpretata da Nicole Eggert.
- Matt Brody (stagioni 3-5, guest stagione 6), interpretato da David Charvet.
- C. J. Parker (stagioni 3-7), interpretata da Pamela Anderson.
- Jimmy Slade (stagione 3, guest stagione 4), interpretato da Kelly Slater.
- Stephanie Holden (stagioni 3-6, guest stagione 7), interpretata da Alexandra Paul.
- Caroline Holden (stagioni 5-7, guest stagioni 4, 8) interpretata da Yasmine Bleeth.
- Logan Fowler (stagioni 5-6, guest stagione 7), interpretato da Jaason Simmons.
- Cody Madison (stagioni 6-9), interpretato da David Chokachi.
- Neely Capshaw (stagioni 6-8, guest stagione 5, ricorrente stagione 9), interpretata da Gena Lee Nolin.
- Michael Newman (stagioni 7-10, ricorrente stagioni 1-6), interpretato da Michael Newman.
- Donna Marco (stagioni 7-8), interpretata da Donna D'Errico.
- Manny Gutierrez (stagioni 7-8, guest stagione 9), interpretato da Jose Solano.
- Jordan Tate (stagioni 7-8), interpretata da Traci Bingham.
- Samantha Thomas (stagione 7), interpretata da Nancy Valen.
- Lani McKenzie (stagione 8), interpretata da Carmen Electra.
- April Giminsky (stagioni 8-9), interpretata da Kelly Packard.
- Jack "J. D." Darius (stagioni 8-11), interpretato da Michael Bergin.
- Taylor Walsh (stagione 8), interpretata da Angelica Bridges.
- Skylar Bergman (stagione 8), interpretata da Marliece Andrada.
- Alex Ryker (stagione 9), interpretata da Mitzi Kapture.
- Jessie Owens (stagione 9-10, guest stagione 11), interpretata da Brooke Burns.
- Allie Reese (stagione 10, guest stagione 9), interpretato da Simmone Mackinnon.
- Dawn Masterion (stagione 10), interpretato da Brandy Ledford.
- Jason Ioane (stagioni 10-11), interpretato da Jason Momoa.
- Kekoa Tanaka (stagioni 10-11), interpretata da Stacy Kamano.
- Sean Monroe (stagioni 10-11), interpretato da Jason Brooks.
- Jenna Avid (stagione 11, ricorrente stagione 10), interpretata da Krista Allen.
- Leigh Dyer (stagione 11), interpretato da Brande Roderick.
- Zack McEwan (stagione 11), interpretato da Charlie Brumbly.

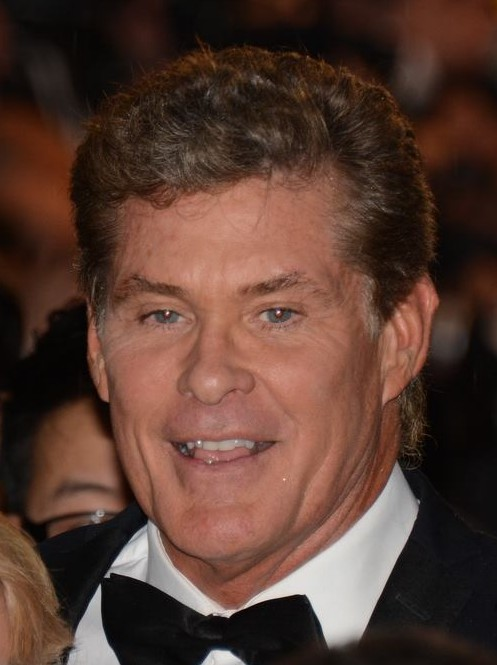
David Hasselhoff interpreta Mitch Buchannon
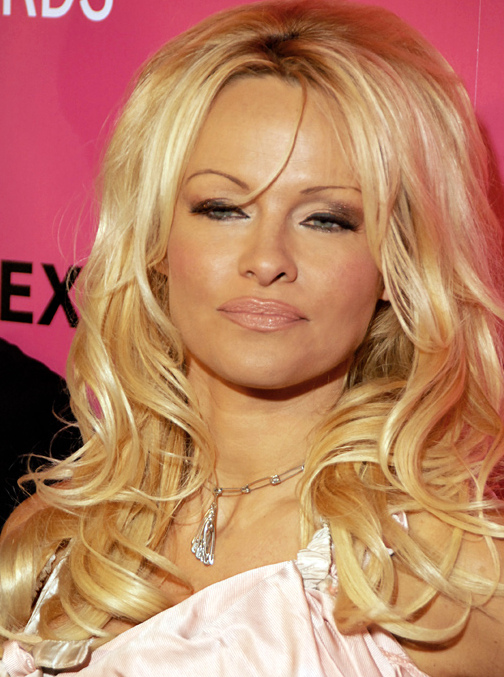
Pamela Anderson interpreta C. J. Parker
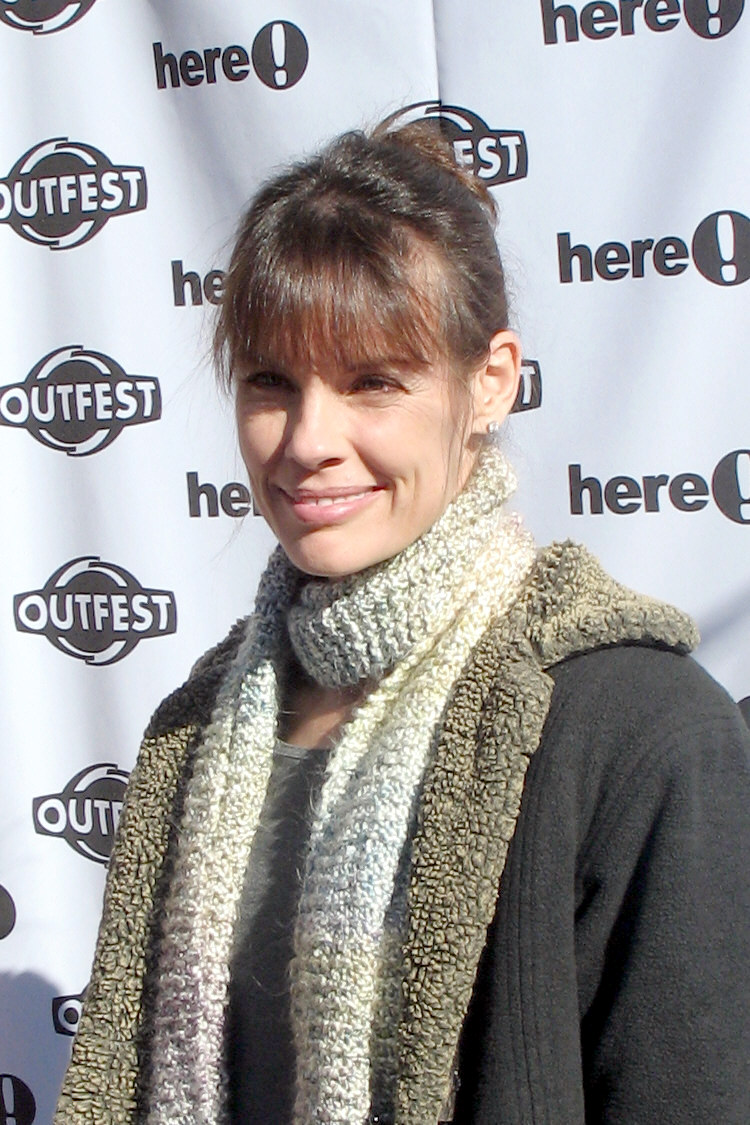
Alexandra Paul interpreta Stephanie Holden
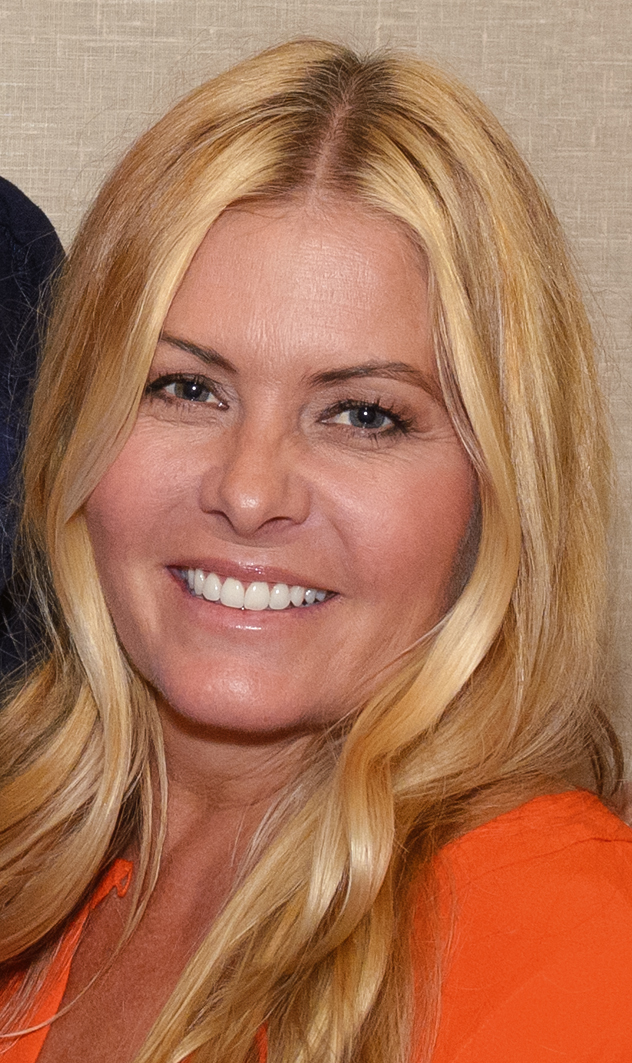
Nicole Eggert interpreta Summer Quinn
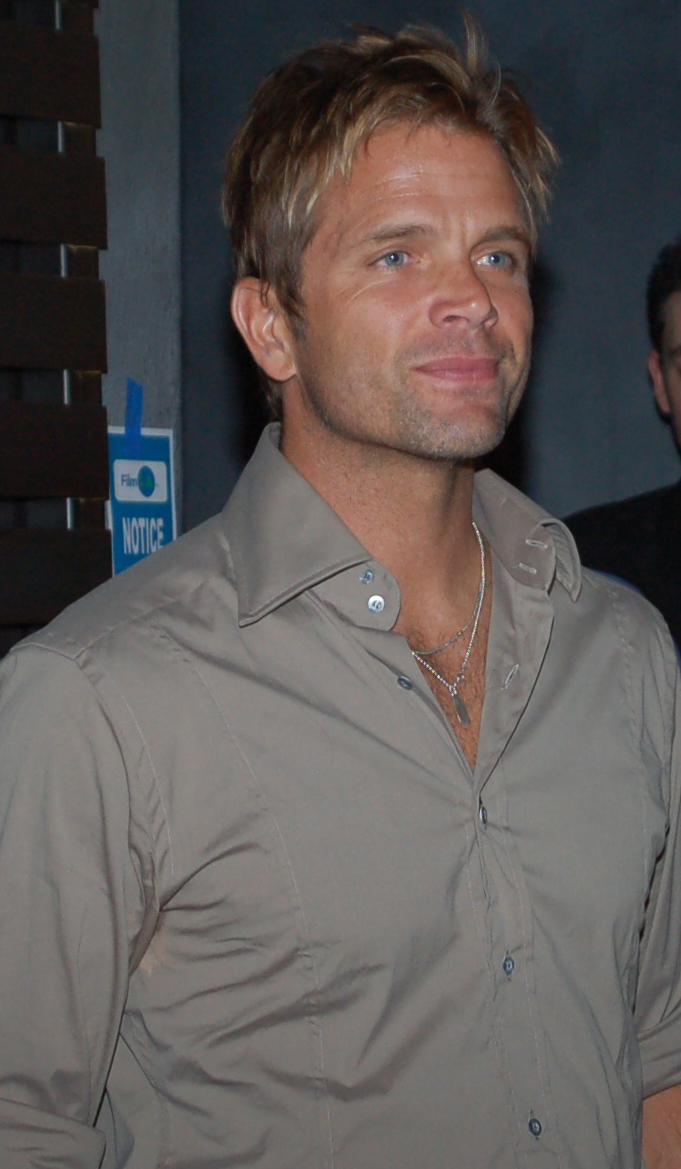
David Chokachi interpreta Cody Madison
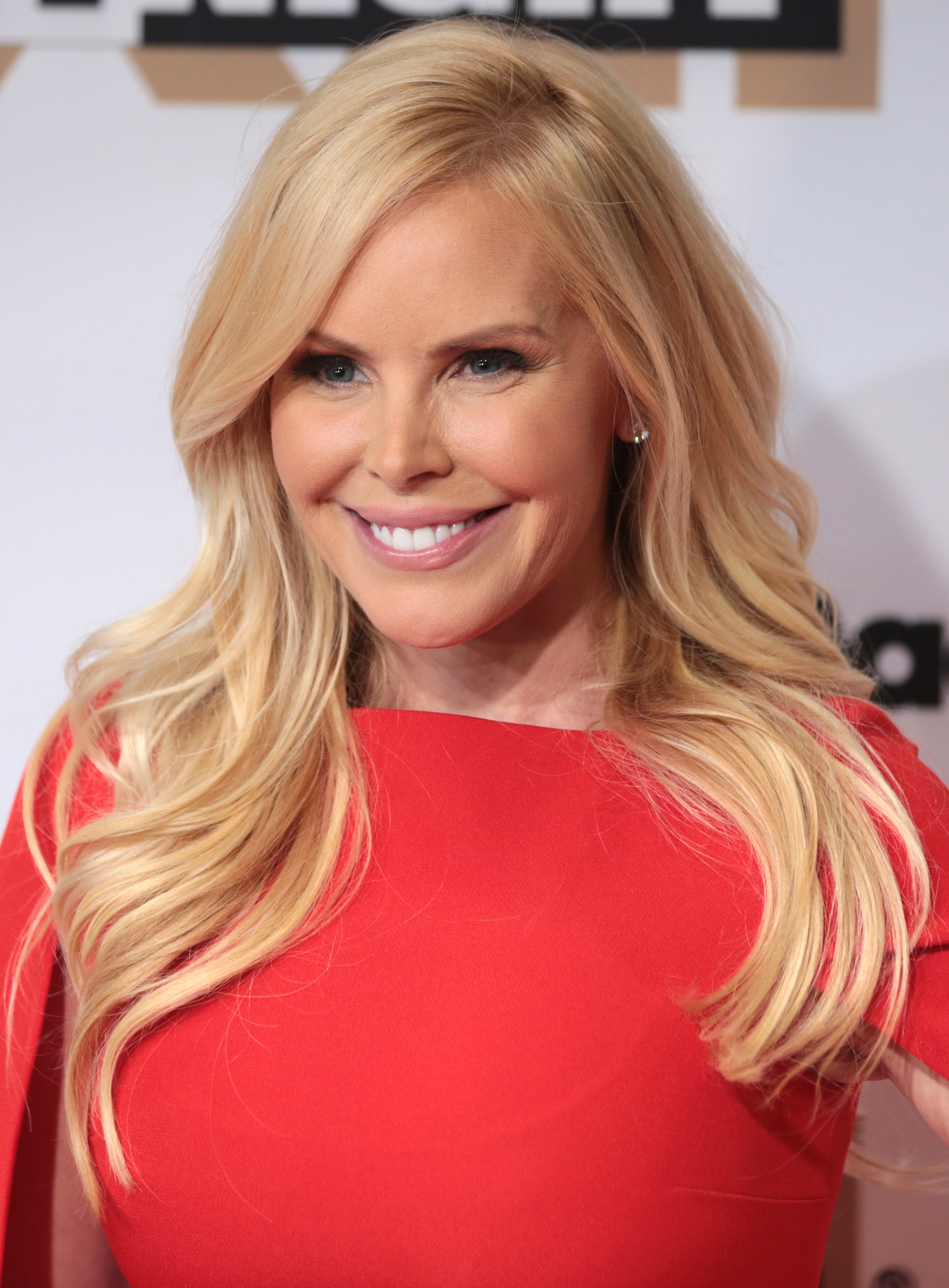
Gena Lee Nolin interpreta Neely Capshaw

## Guest star
Mariska Hargitay, Michelle Williams, Dirk Benedict, Angie Harmon, Barry Watson, Jenny McCarthy, Elizabeth Berkley, Will Estes, Richard Branson, Sofía Vergara, Mila Kunis, David Spade, Danny Trejo, Shiri Appleby, Jenny Lewis, Bryan Cranston, Robert Patrick, Carrie-Anne Moss, Jason Momoa, John O'Hurley, Naya Rivera, Hulk Hogan, "Macho Man" Randy Savage, Vader, Ric Flair, Beach Boys, Jorge Gonzalez.

## Episodi
| Stagione            | Episodi | Prima TV originale | Prima TV italiana |
| ------------------- | ------- | ------------------ | ----------------- |
| Prima stagione      | 22      | 1989-1990          | 1993              |
| Seconda stagione    | 22      | 1991-1992          |                   |
| Terza stagione      | 22      | 1992-1993          |                   |
| Quarta stagione     | 22      | 1993-1994          |                   |
| Quinta stagione     | 22      | 1994-1995          |                   |
| Sesta stagione      | 22      | 1995-1996          |                   |
| Settima stagione    | 22      | 1996-1997          |                   |
| Ottava stagione     | 22      | 1997-1998          |                   |
| Nona stagione       | 22      | 1998-1999          |                   |
| Decima stagione     | 22      | 1999-2000          |                   |
| Undicesima stagione | 22      | 2000-2001          | inedita           |

### Home video
La prima, la seconda, la quinta e la sesta stagione sono state pubblicate in DVD in italiano.

## Opere correlate

### Spin-off
- Baywatch Nights

### Film TV
Tra il 1989 e il 1998 alcuni doppi episodi della serie furono trasmessi come film televisivi:
- Baywatch - Panico a Malibù (Baywatch: Panic at Malibu Pier) - episodio pilota (1989)
- Baywatch - Il mostro della baia (Baywatch: Nightmare Bay) - 1º e 2º episodio della seconda stagione (1991)
- Baywatch - Corsa contro il tempo (Baywatch: Race Against Time) - 1º e 2º episodio della quarta stagione (1993)
- Baywatch - Vacanze pericolose (Baywatch: Forbidden Paradise) - trasmesso poi come 19º e 20º episodio doppio della sesta stagione (1995)
- Baywatch - Agguato tra i ghiacci (White Thunder at Glacier Bay) - finale dell'ottava stagione, comprendente l'episodio 20 e il doppio episodio 21, 22 uscito in home video (1998)

Nel 2003 è stato trasmesso il film TV Baywatch - Matrimonio alle Hawaii (Baywatch: Hawaiian Wedding), che conclude la serie e che vede la partecipazione di molti attori di tutto il cast.

### Editoria
Nel 1996 negli Stati Uniti fu pubblicata la rivista "Baywatch Comic Stories", che rimontava le immagini di vari episodi della serie e creava con essi storie del tutto nuove.

## Trasposizione cinematografica
Nell'ottobre 2014 la Paramount annunciò di aver scelto Dwayne Johnson per un nuovo film tratto dalla serie. Nel luglio 2015 venne ufficializzato che a dirigere il progetto sarebbe stato Seth Gordon e che a fianco di Dwayne Johnson ci sarebbe stato Zac Efron. L'intenzione della casa di produzione era quella di mantenere molto poco del tono dello show originale ma riprenderne il soggetto per realizzare un film che mescoli commedia e azione. Pamela Anderson e David Hassehloff hanno ripreso i loro vecchi ruoli comparendo in un cameo. Anche Alexandra Daddario ha fatto parte del cast interpretando il ruolo di Summer.

## Omaggi
Il 3 aprile 2017 lo scrittore Mattia Bertoli pubblica per Book Salad La dura legge di Baywatch, un libro che omaggia gli anni novanta a partire dal fenomeno televisivo con David Hasselhoff.